# Ariel Behar
Ariel Behar (Montevidéu, 12 de Novembro de 1989) é um tenista uruguaio ambi-destro, e compete principalmente na ATP Challenger Tour e ITF Futures, tanto em simples e duplas.

## Finais

### Challengers e Futures

#### Duplas: 8 (4–4)
| Legenda           |
| ----------------- |
| Challengers (1–3) |
| Futures (3–1)     |

| Resultado | No. | Data                   | Torneio                  | Piso   | Parceiro           | Oponentes na final                    | Placar                |
| --------- | --- | ---------------------- | ------------------------ | ------ | ------------------ | ------------------------------------- | --------------------- |
| Finalista | 1.  | 20 de Janeiro de 2010  | Villa Allende, Argentina | Saibro | Guillermo Durán    | Facundo Bagnis Diego Junqueira        | 1–6, 2–6              |
| Campeão   | 1.  | 5 de Janeiro de 2011   | Brasil F2                | Saibro | Matteo Volante     | José Benítez Daniel López             | 6-3, 6-2              |
| Campeão   | 2.  | 8 de Agosto de 2011    | Equador F5               | Duro   | Guido Andreozzi    | Alejandro González Felipe Mantilla    | 7-6(9-7), 4-6, [10-8] |
| Campeão   | 3.  | 29 de Janeiro de 2012  | Bucaramanga, Colômbia    | Saibro | Horacio Zeballos   | Miguel Ángel López Jaén Paolo Lorenzi | 6–4, 7–6(7–5)         |
| Finalista | 2.  | 3 de Março de 2012     | Salinas, Equador         | Saibro | Carlos Salamanca   | Martín Alund Horacio Zeballos         | 3–6, 3–6              |
| Campeão   | 4.  | 20 de Agosto de 2012   | Colômbia F2              | Saibro | Duilio Beretta     | Nicolás Barrientos Michael Quinteros  | 7-6(7-5), 4-6, [10-6] |
| Finalista | 3.  | 10 de Novembro de 2012 | São Leopoldo, Brasil     | Saibro | Horacio Zeballos   | Fabiano de Paula Júlio Silva          | 1–6, 6–7(5–7)         |
| Finalista | 4.  | 8 de Julho de 2013     | França F12               | Saibro | Carlos Poch-Gradin | Germain Gigounon Yannik Reuter        | 4-6, 6-3, [4-10]      |